# Time portal chronicles

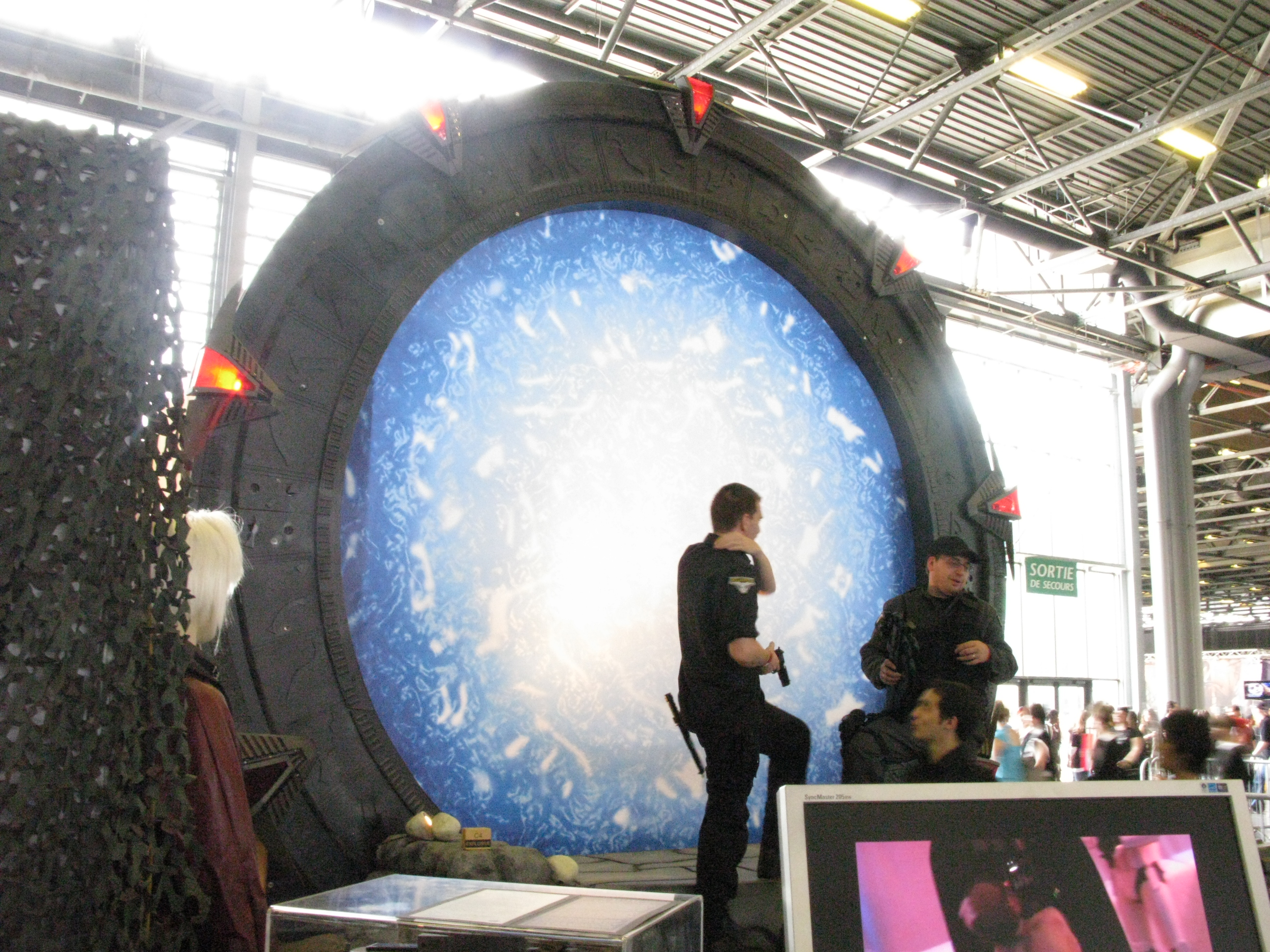
Stargate-poort in 2008, Emmens maakte hem rood.

Time portal chronicles is een studioalbum van Gert Emmens uit 2021. Centraal thema binnen het album is tijdreizen.

## Inleiding
Emmens is binnen de elektronische muziek bekend vanwege zijn eigen variant van de Berlijnse School voor elektronische muziek. Sequences worden gebruikt ter ondersteuning van lange melodielijnen, soli en afwisseling van klankkleuren. Een vergelijking met de vroege Tangerine Dream is dan snel gemaakt, maar er wordt ook verwezen naar Michael Hoenig en Patrick O'Hearn, Hij nam dit album op in zijn eigen studioruimte in Ede en deed zoals gebruikelijk het mixwerk zelf. Ron Boots, collega bij Groove Unlimited, masterde het geheel.
Emmens greep bij twee tracks naar het verleden. Wanderer of time part 2 verwijst naar zijn Wanderer of time (tijdreiziger), een album uit 2003. To those who never returned is een bewerking van Pour toi, mon amour van 1995-album Light the light. Dat album bevat niet zozeer elektronische muziek, maar progressieve rock, waarbij Emmens een stijl hanteert die die van Tony Banks benadert, op Time portal chronicles werd het een track in ambientstijl.
Emmens gebruikte op het album speciaal voor hem ontwikkelde modulaire apparatuur van Jos van Ras. De platenhoes lijkt geïnspireerd op de ruimteboog/tijdpoort van Stargate

## Musici
- Gert Emmens – synthesizers, elektronica

## Muziek
| Nr. | Titel                                                 | Duur  |
| --- | ----------------------------------------------------- | ----- |
| 1.  | Wanderer of time – part 2                             | 17:49 |
| 2.  | About aliens who appeared to be travelers             | 12:03 |
| 3.  | Seaside encounter                                     | 5:25  |
| 4.  | A warning from the other side                         | 17:20 |
| 5.  | Your future self is watching you                      | 7:49  |
| 6.  | The moment it becomens present, future reveals itself | 14:59 |
| 7.  | To those who never returned                           | 3:23  |